# The Passover Plot
The Passover Plot (tłum. Spisek Paschy) – amerykańsko-izraelski dramat filmowy z 1976 roku na podstawie książki Hugh J. Schonfielda.

## Obsada
- Daniel Ades - Andros
- Harry Andrews - Jan Chrzciciel
- Michael Baseleon - Mateusz
- William Paul Burns - Szymon
- Hugh Griffith - Kajfasz
- Dan Hedaya - Jakow
- Zalman King - Jezus
- Donald Pleasence - Poncjusz Piłat

i inni